# Partit Socialista del País Valencià
Ne doit pas être confondu avec Partit Socialista del País Valencià-PSOE ou Partit Socialista Valencià.
Pour le parti actuel, voir PSPV-PSOE.

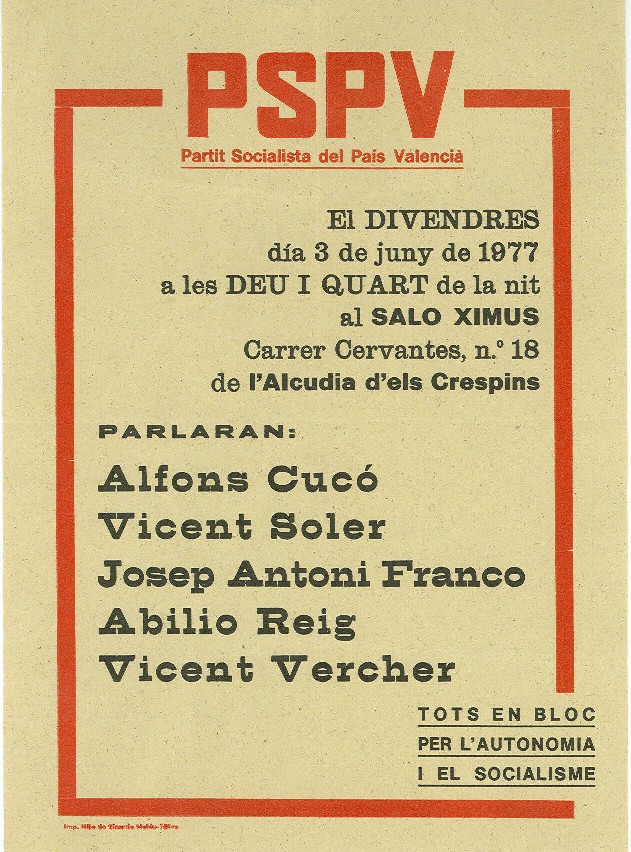
Affiche pour un meeting du PSPV le 3 juin 1977 à L'Alcúdia de Crespins, avec des interventions notamment d’Alfons Cucó et Vicent Soler.

Le Partit Socialista del País Valencià (en catalan ; « Parti socialiste du Pays valencien », PSPV) est un ancien parti politique du Pays valencien. Fondé en 1974, mais héritier du Partit Socialista Valencià (PSV, actif dans les années 1960), il défendait des idées socialistes et le nationalisme valencien.
Les étudiants affiliés au PSPV diffusaient une revue clandestine protestataire antifranquiste appelée Lluita (« Lutte »).

## Histoire

Logo du PSPV après les élections générales de 1977, peu avant sa dissolution.

En 1973, Vicent Ventura, Joan Josep Pérez Benlloch, anciens membres du PSV, et Màrius Garcia Bonafé, ancien militant du Parti communiste espagnol mais également lié au PSV, fondèrent les Grups d'Acció i Reflexió Socialista (GARS, Groupes d'action et réflexion socialiste), d'orientation nationaliste. Considéré comme l'embryon du PSPV, il prétendait être le successeur et occuper le vide laissé par la disparition du PSV. Le GARS participa à la formation de la Taula Democràtica del País Valencià (Table démocratique du Pays valencien) qui visait à rassembler les forces valenciennes d'opposition au franquisme et réclamer la mise en place d'un statut d'autonomie d'une teneur comparable à ceux instaurés en Galice, en Catalogne et au Pays basque durant la Seconde République. En 1974, ils parvinrent à rassembler une centaine de militants et à la fin de cette année se constituèrent en parti politique sous le nom de Partit Socialista del País Valencià.
Le parti rejoignit la fédération des partis socialistes en 1976, avant de commencer à se disloquer à partir de l'année suivante. Le 23 février 1977, le PSPV convoqua un meeting à la piscine de Valence, auquel participèrent environ 2 500 personnes, dans un climat d'affrontement avec le PSOE autour de la revendication du sigle « PSV ». Six semaines avant les élections générales de 1977, le parti se scinda en deux branches : l'une baptisée Unitat Socialista del País València (USPV), conduite par Joan et Vicent Garcés, qui  se présenta aux élections de 1977 avec le Parti socialiste populaire dans une coalition baptisée Unité socialiste (US), et une branche indépendante maintenant le sigle PSPV, conduite par Alfons Cucó.
Celle-ci rencontra des difficultés multiples au moment d'obtenir sa légalisation, les autorités considérant que le PSPV était déjà représenté dans US : le parti ne fut légalisé qu'une fois la campagne commencée à Valence et Castellón, la section d'Alicante n'obtenant pas à temps l'autorisation de concourir au scrutin. Les résultats obtenus furent très modestes : Unité socialiste, avec 84 769 suffrages (4,5 %) réussit à faire élire un député à Valence et un sénateur à Alicante, tandis que le groupe concurrent, avec 29 569 voix favorables (1,1 %), ne parvint pas à faire élire le moindre représentant,. Ceci conduisit à l'intégration des deux formations au sein du PSOE entre février avril 1978, donnant naissance à la fédération socialiste du Pays valencien (Partit Socialista del País Valencià-PSOE),,. Quelques militants, déçus, choisirent alors de se tourner vers d'autres formations comme le Parti communiste du Pays valencien ou le Parti nationaliste du Pays valencien ; un grand nombre d'autres, comme Vicent Ventura et Enric Tàrrega, mirent un terme à leur vie politique,.